# Гулсби, Остан
Остан Гулсби (англ. Austan Dean Goolsbee; род. 18 августа 1969, г. Уэйко, штат Техас) — американский экономист, профессор имени Роберта П. Гвинна школы бизнеса имени Дэвида Бута при Чикагском университете. Председатель Совета экономических консультантов Белого дома (2010—2011). Член Демпартии США.

## Биография
Степень бакалавра (summa cum laude) и магистра экономики получил в Йельском университете (1991). Степень доктора философии по экономике получил в МИТ (1995).
В 2006—2007 годах стипендиат программы Фулбрайта.
Работал в Президентском совете по восстановлению экономики.
В 2010—2011 годах руководитель президентского Совета экономических консультантов (CEA). Сменил на этом посту К. Ромер. Как отмечали «Ведомости», «Так как Гулсби входит в совет, его назначение не требует голосования в Сенате».
Приняв решение об отставке, Гулсби отмечал огромную заслугу Обамы в преодолении самого серьезного экономического кризиса современности (см. Мировой финансово-экономический кризис).
Как отмечали в связи с объявлением о его предстоящей отставке «Экономические новости»: «Гулсби для многих в последние годы считался лицом экономических новостей Белого дома. Регулярно каждую первую пятницу месяца он выступал перед прессой, рассказывая о мерах, которые предпринимает администрация президента на рынке труда».
Являлся самым молодым членом Кабинета Барака Обамы.
Отмечалось, что Гулсби и Обама познакомились, когда вместе преподавали в университете Чикаго. Гулсби помогал Обаме, когда тот баллотировался в Сенат в 2004 году, и во время президентской кампании 2008 года.
После отставки Гулсби возвратился в университет.
Женат, имеет дочь и двух сыновей.